# Население на Еквадор
Населението на Еквадор през 2020 година е 17 510 643 души. При население от 13 212 742 души през 2004 година съотношението между градско и селско население е 57/43.

## Възрастов състав
(2003)
- 0 – 14 години: 34,9% (мъже 2 430 303 / жени 2 351 166)
- 15 – 64 години: 60,6% (мъже 4 116 289 / жени 4 198 667)
- над 65 години: 4,5% (мъже 284 082 / жени 329 727)

(2009)
- 0 – 14 години: 31,1% (мъже 2 312 610 / жени 2 220 378)
- 15 – 64 години: 62,7% (мъже 4 506 908 / жени 4 636 703)
- над 65 години: 6,2% (мъже 432 144 / жени 464 358)

## Коефициент на плодовитост
- 2003-2.99
- 2009-2.51

## Расов състав
- 55% – метиси
- 25% – индианци
- 15% – бели
- 5% – мулати и замбо

## Религия
- 97% – християни
  - 90% – католици
  - 6% – протестанти
  - 0,2 % – православни
- 0,25 % – будисти
- 0,1 % – мюсюлмани (предимно сунити)
- 0,1 % – юдеи

## Езици
Официален език в Еквадор е испанският.